# Aeroportul George
Aeroportul George (IATA: GRJ, ICAO: FAGG) este un aeroport din Provincia Western Cape, Africa de Sud ce deservește zona George, Wes-Kaap. Aeroportul a fost tranzitat în decembrie 2022 de 63.939 de pasageri. A fost deschis în 1977 și numit după zona deservită.
Situat la o altitudine de 195 m, aeroportul dispune de o singură pistă. Este operat de Airports Company South Africa⁠(d).